# Gonzalez Germen
Gonzalez German Germen (né le 23 septembre 1987 à La Romana, République dominicaine) est un lanceur de relève droitier des Rockies du Colorado de la Ligue majeure de baseball.

## Carrière
Gonzalez Germen signe son premier contrat professionnel en 2007 avec les Mets de New York. Il fait ses débuts dans le baseball majeur avec ce club le 12 juillet 2013 comme lanceur de relève. Il reçoit sa première victoire le 20 juillet suivant face aux Phillies de Philadelphie. Il lance 34 manches et un tiers en 29 sorties en relève pour les Mets en 2013, réussit 33 retraits sur des prises et présente une moyenne de points mérités de 3,93. Il remporte un match, subit deux défaites et réussit le 15 août contre les Padres de San Diego son premier sauvetage dans les majeures et son seul de la saison. Il lance 30 manches et un tiers en 25 matchs des Mets en 2014 et remet une moyenne de points mérités de 4,75.
Le 19 décembre 2014, Germen est transféré des Mets aux Yankees de New York, les premiers recevant en retour une somme d'argent. Son contrat est par la suite refilé aux Rangers du Texas le 20 janvier 2015 mais, trois jours plus tard, il est réclamé au ballottage par les Cubs de Chicago. Après 6 manches lancées en 6 matchs et peu de succès pour les Cubs, il est une fois de plus soumis au ballottage et réclamé le 7 juillet par les Rockies du Colorado, avec qui il termine la saison 2015.